# Сара Джеймс Едді
Сара Джеймс Едді (3 травня 1851 — 29 березня 1945) — американська художниця та фотографка, яка спеціалізувалась на процесі платинотипії. Активістка аболіціоністського, реформаторського та суфражистського рухів,, захисту прав тварин, меценатка. Сприяла заснуванню Гуманного товариства Род-Айленда. У 2027 році прийнята в Зал слави спадщини Род-Айленда.

## Раннє життя
Народилася в Бостоні, штат Массачусетс, в сім'ї Джеймса Едді, художника і гравера, та Елізи Едді (до шлюбу Джексон). Її дідом по материнській лінії був аболіціоніст Френсіс Джексон, а дядьком по материнській лінії — політик зі штату Массачусетс Вільям Джексон, який також був проти рабства. З боку батька Едді походить з великої родини в Новій Англії, яка історично походила з Кранбрука, Кент.
Едді навчалася живопису та скульптурі в Пенсільванській академії образотворчих мистецтв та в Лізі студентів-художників Нью-Йорка. Одним з її вчителів був Крістіан Шусселе. Едді почала виставляти свої фотографії у 1890 році, майже у віці 40 років. Її найважливіші виставки були в Новій школі американської фотографії та у колекції фотографок-американок на Паризькій всесвітній виставці 1900 року.

## Кар'єра

### Фотографія
Фотографії Едді з'являлися на американських та закордонних виставках приблизно до 1910 року. Вона вважала за краще фотографувати жінок, дітей та художників і її світлини були включені в виставки фотоклубів у Провіденсі та Гартфорді, їх часто демонстрували в Бостонському камеро-клубі. Журі салонів фотографії приймали її роботи у Філадельфії (1898), Пітсбурзі (1899, 1900) та Вашингтоні, округ Колумбія (1896). У 1903 році її знімки потрапили в салони Чикаго, Клівленда, Міннеаполіса та Торонто.
У 1894 році Едді написала та проілюструвала коротку статтю «Добре використання камери» для The American Annual of Photography. У статті вона зробила висновок, що особиста взаємодія, яку вона мала зі своїми фотографічними предметами, була такою ж корисною, як і готові зображення. Вона писала: «Ми вступаємо в співчутливі стосунки з людьми, які дають нам картини. Ми їм вдячні, і вони дуже вдячні нам. Ми зустрічаємось на спільній основі». American Annual of Photography згодом публікував її ілюстрації в 1895 і 1902 рр.

### Живопис
У 1883 році Едді написала портрет афроамериканського соціального реформатора Фредеріка Дугласа. На портреті Дуглас тримає жезл, який символізує його авторитет під час перебування на посаді маршала округу Колумбія. Для цієї картини Едді писала Дугласа двічі протягом літа 1883 року. Едді також написала портрет видатної феміністки Сьюзен Ентоні копія якого була подарована Коледжу Брін Мар в 1920 році.

## Активізм і меценатство

### Аболіціонізм та фемінізм
Мати Едді та інші члени сім'ї брали активну участь у рухах проти рабства та на підтримку загального виборчого права. Сама Едді належала до Національної американської асоціації виборчого права.

### Права тварин
Активістка із захисту тварин та вегетаріанка Едді заснувала Род-Айлендську гуманну асоціацію освіти. У період між 1899 і 1938 рр. Едді написала або склала п'ять дитячих книжок про тварин та догляд за ними, де були представлені фотографії її власних котів. На момент смерті вона очодювала Массачусетське товариство з питань запобігання жорстокому поводженню з тваринами.
Едді фінансувала американське видання книги Генрі Стівенса Солта «Права тварин» 1894 року.

## Особисте життя
В шлюб Едді не вступала. Померла у своєму домі в Портсмуті, Род-Айленд 29 березня 1945 року, у віці 93 років. Похована в Північному кладовищі в Провіденсі, Род-Айленд.

## Галерея

### Бібліотека Конгресу

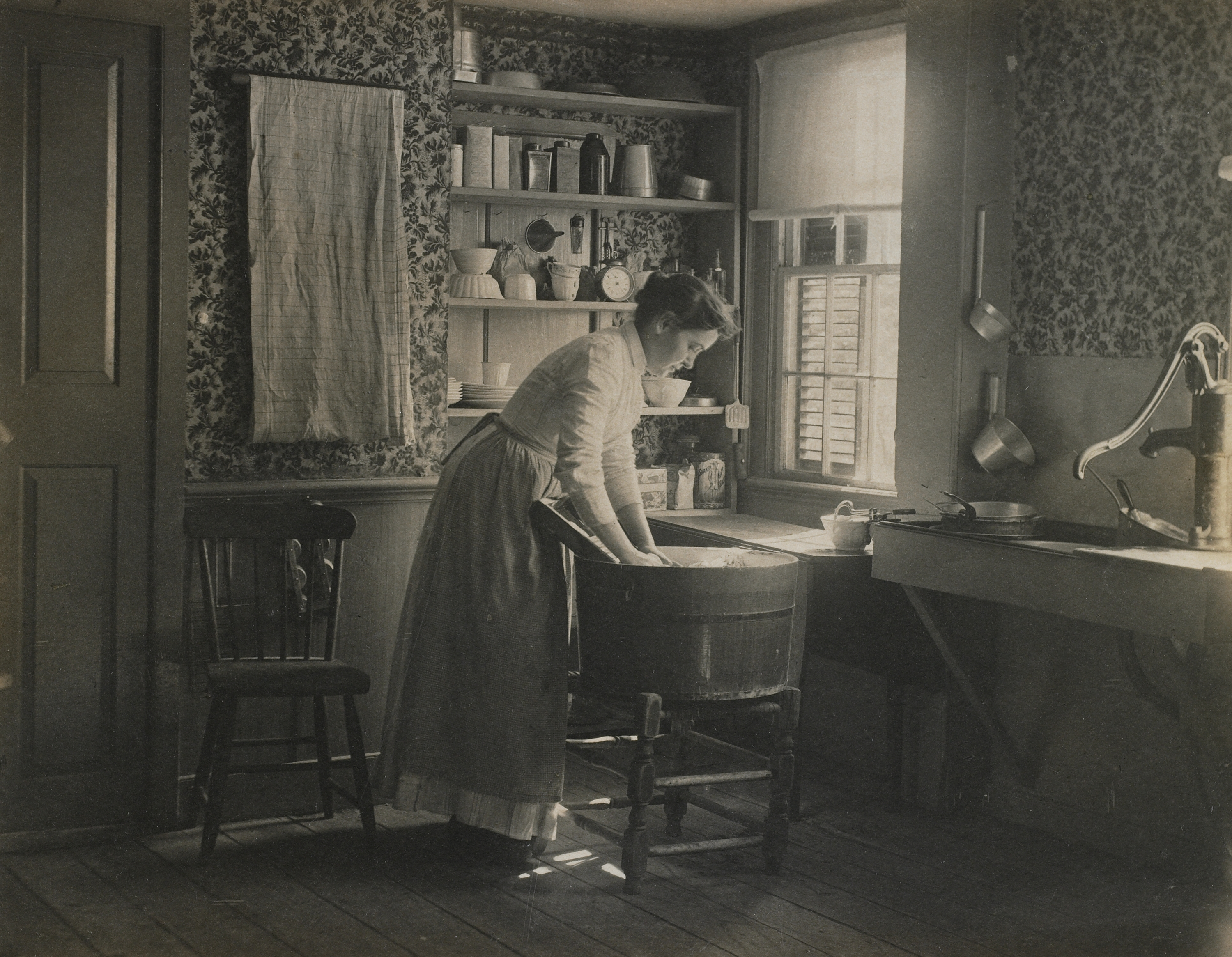
Сонячна кухня (19 століття)
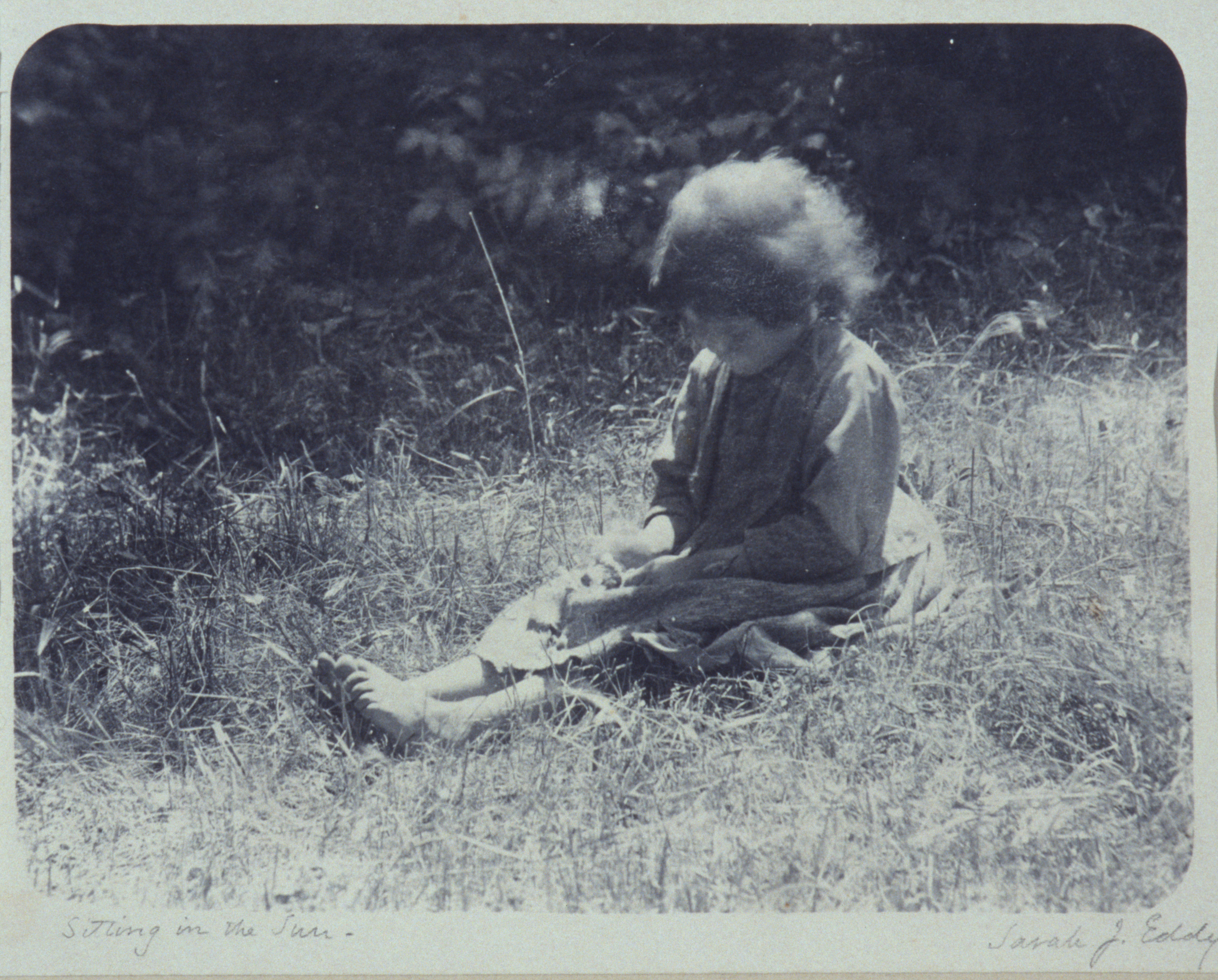
Сидячи на сонці (1893)
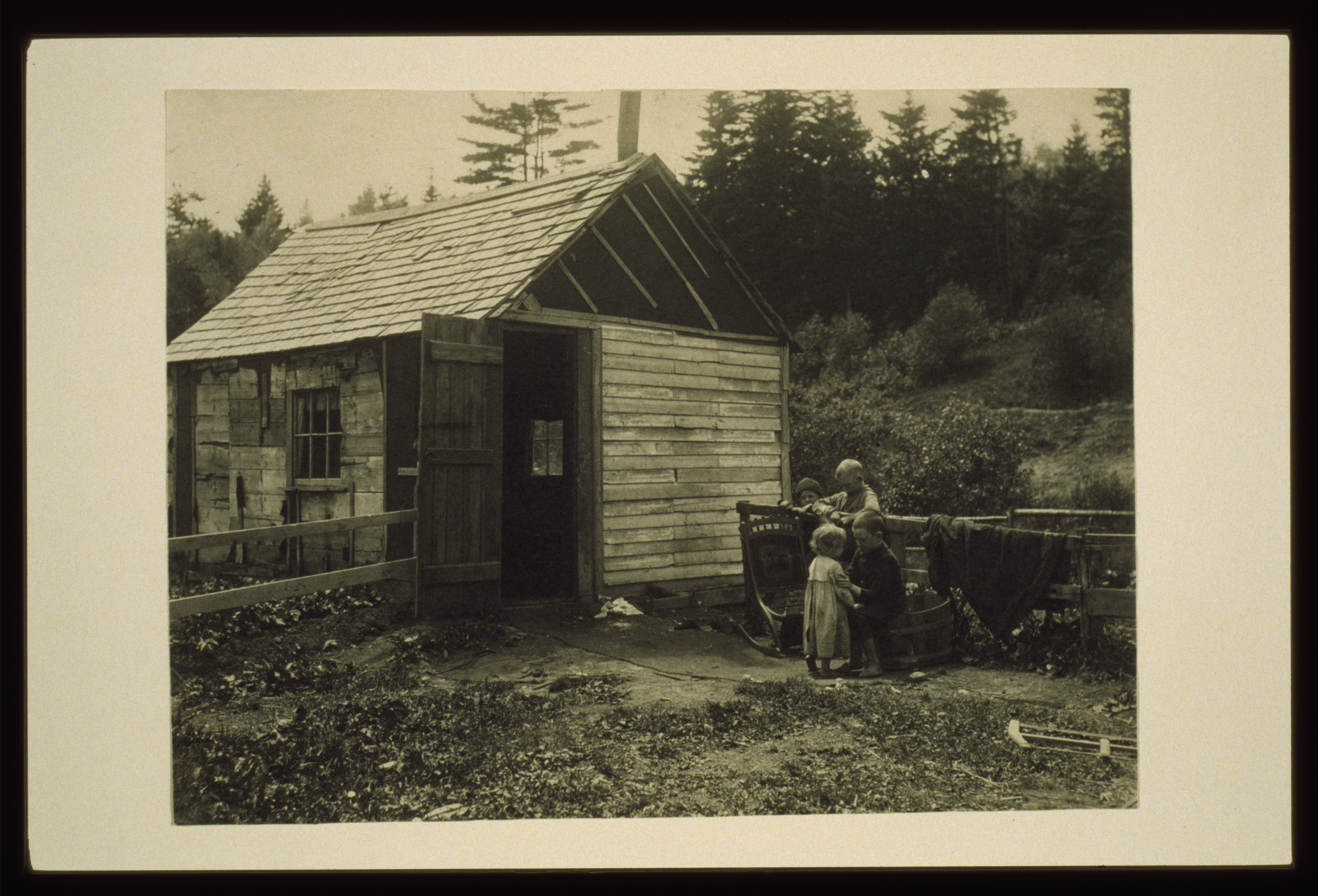
Дім рибалки (1 серпня 1893)
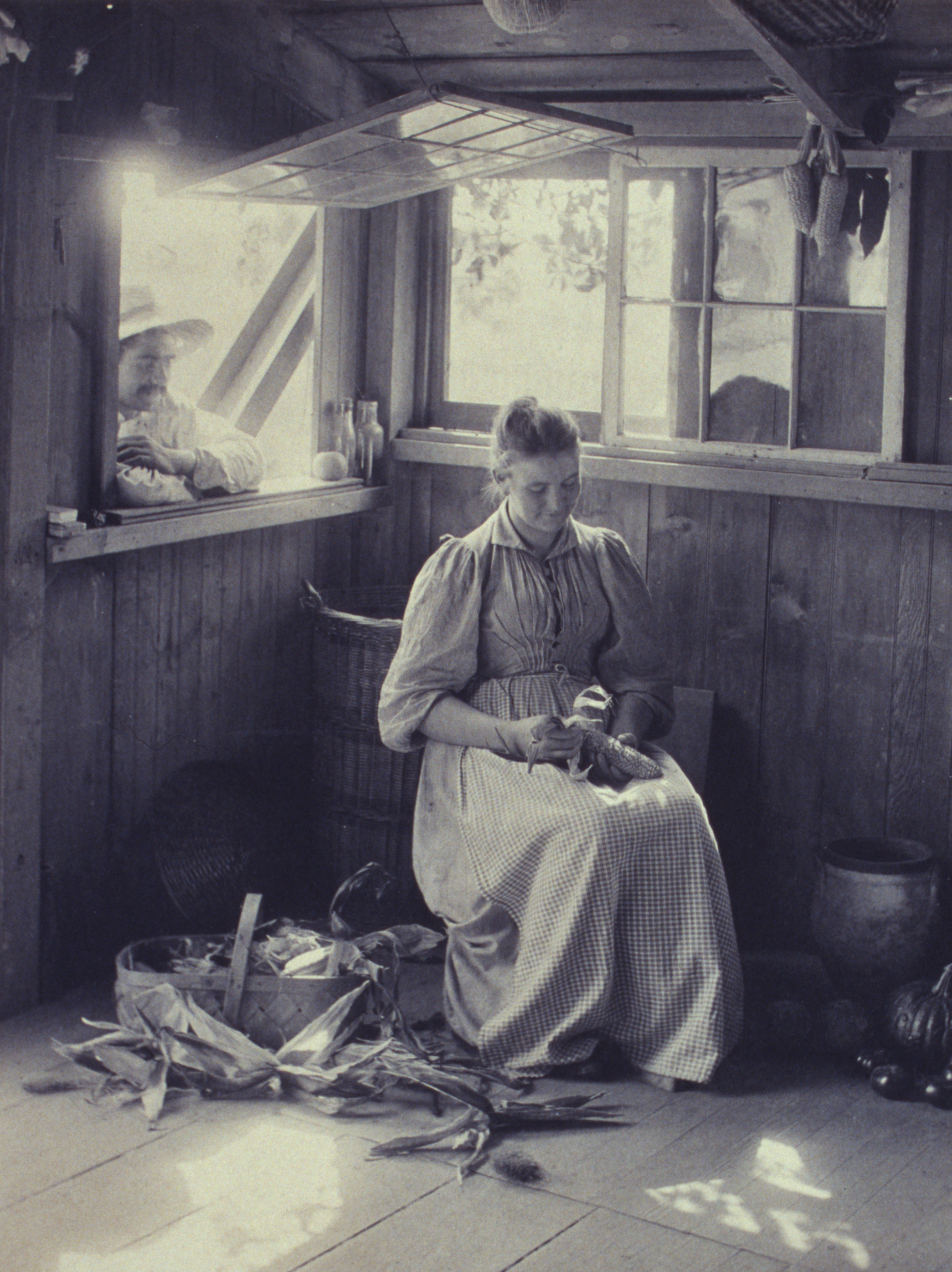
Приємна несподіванка (1896)
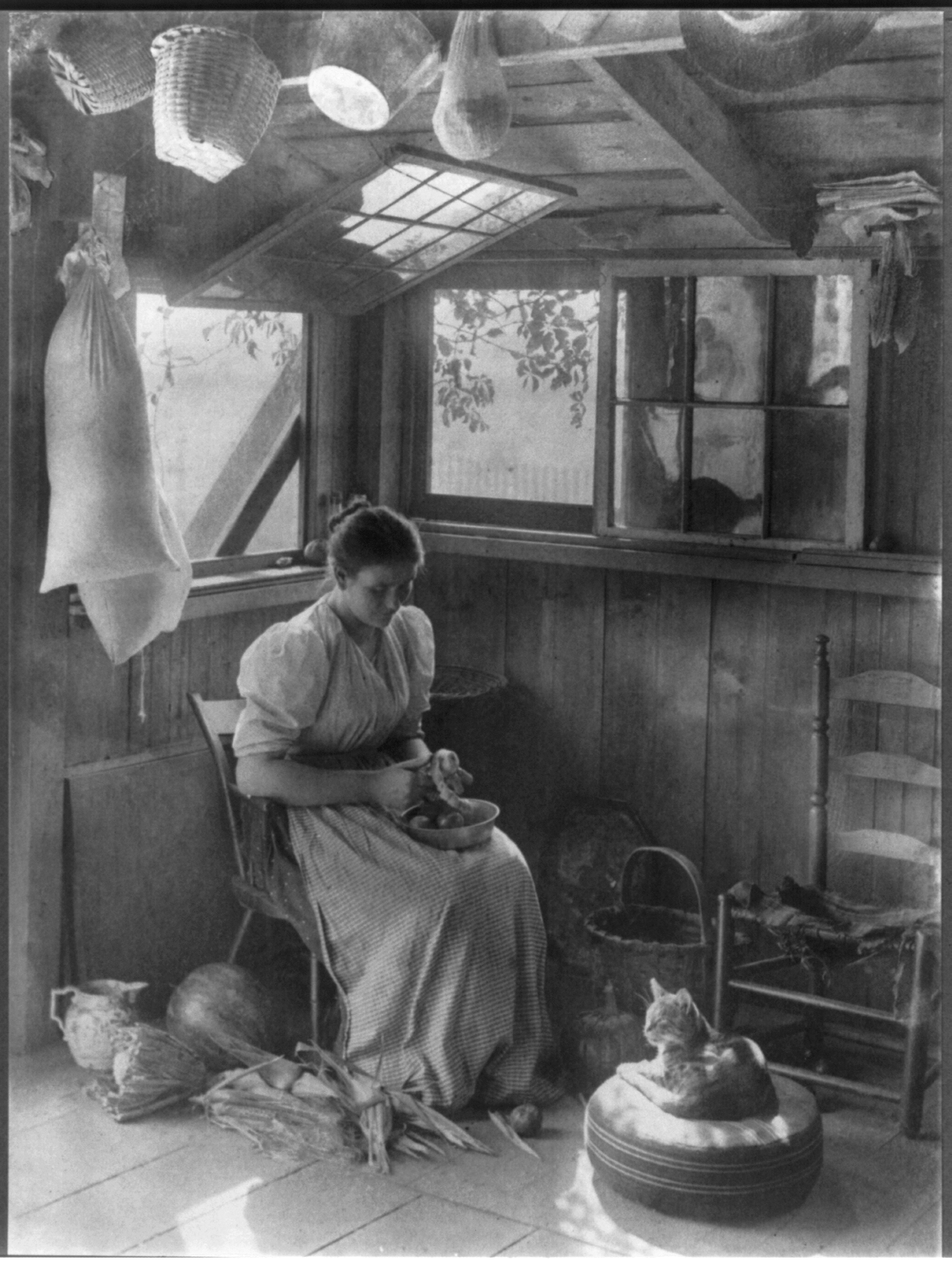
Задоволення (1896)
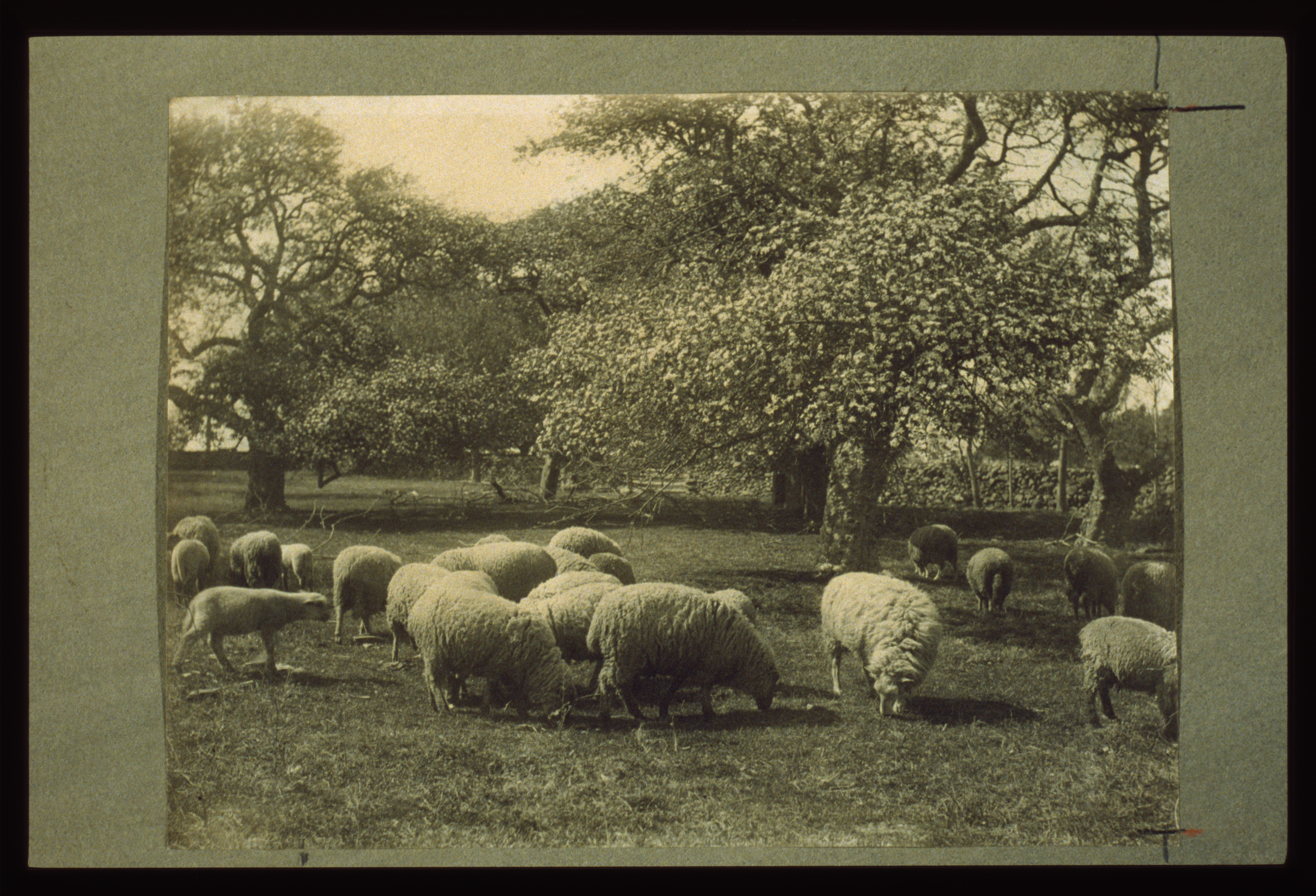
Мир (1897)
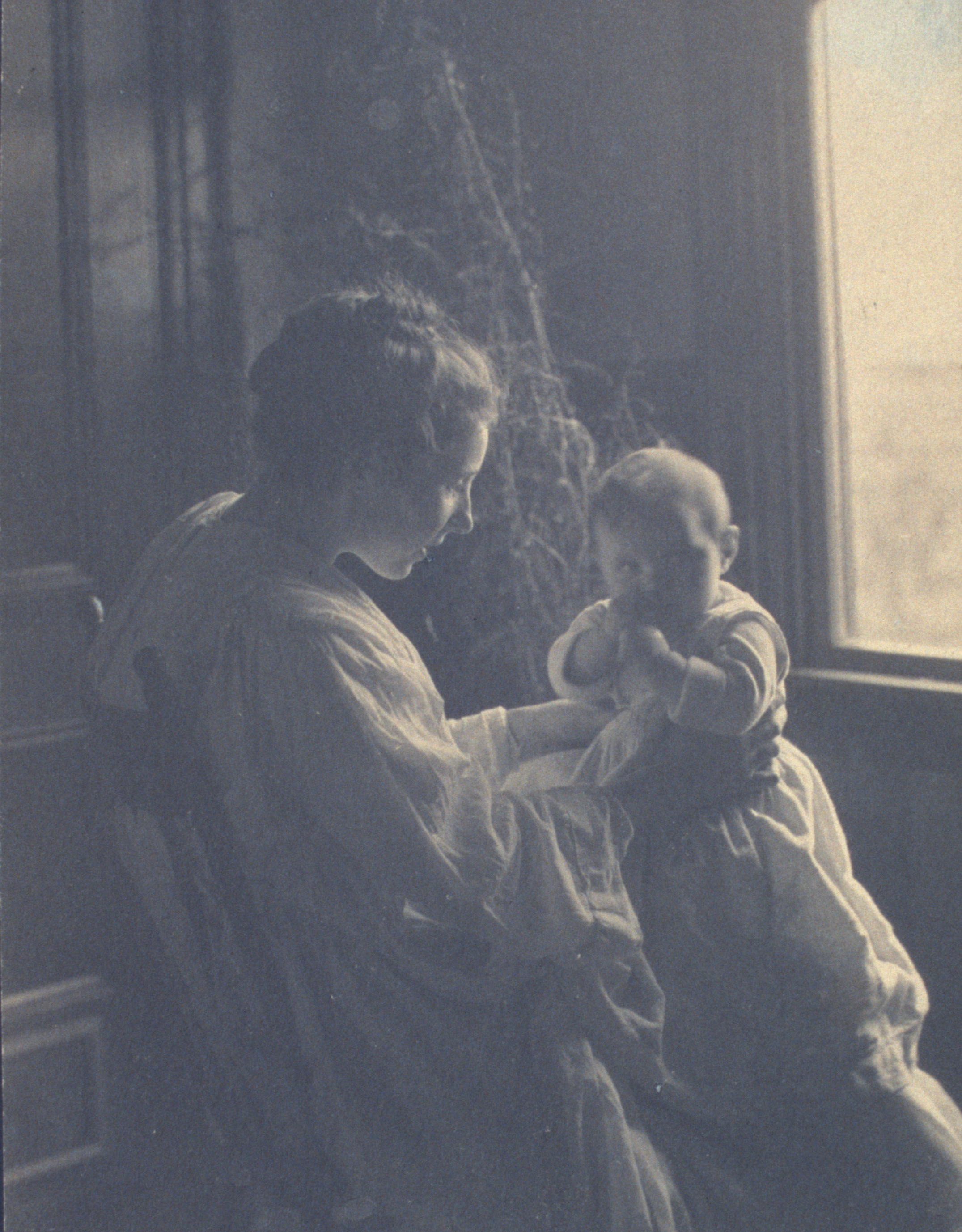
Мати і дитя (1900)
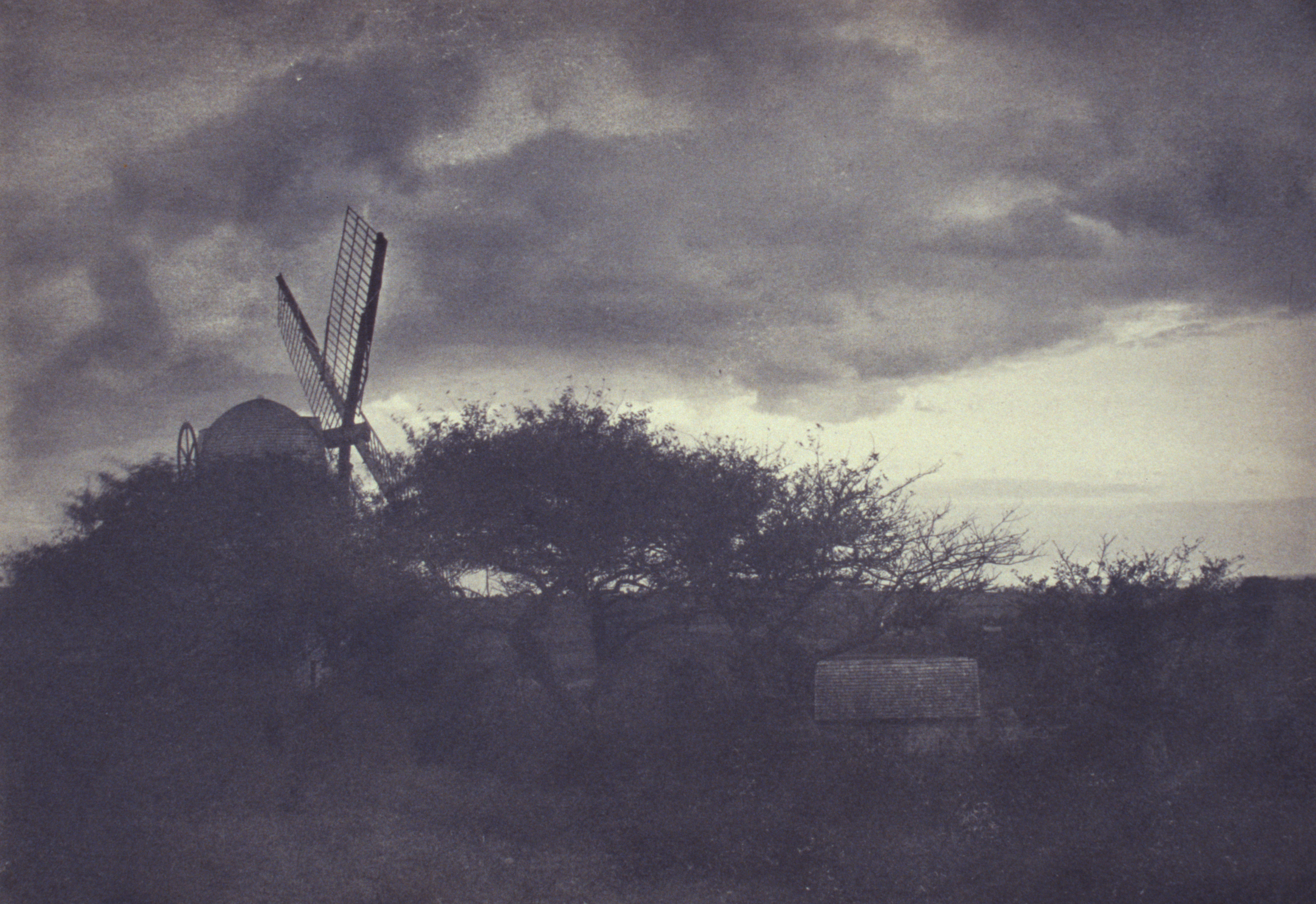
Старий млин (1900)
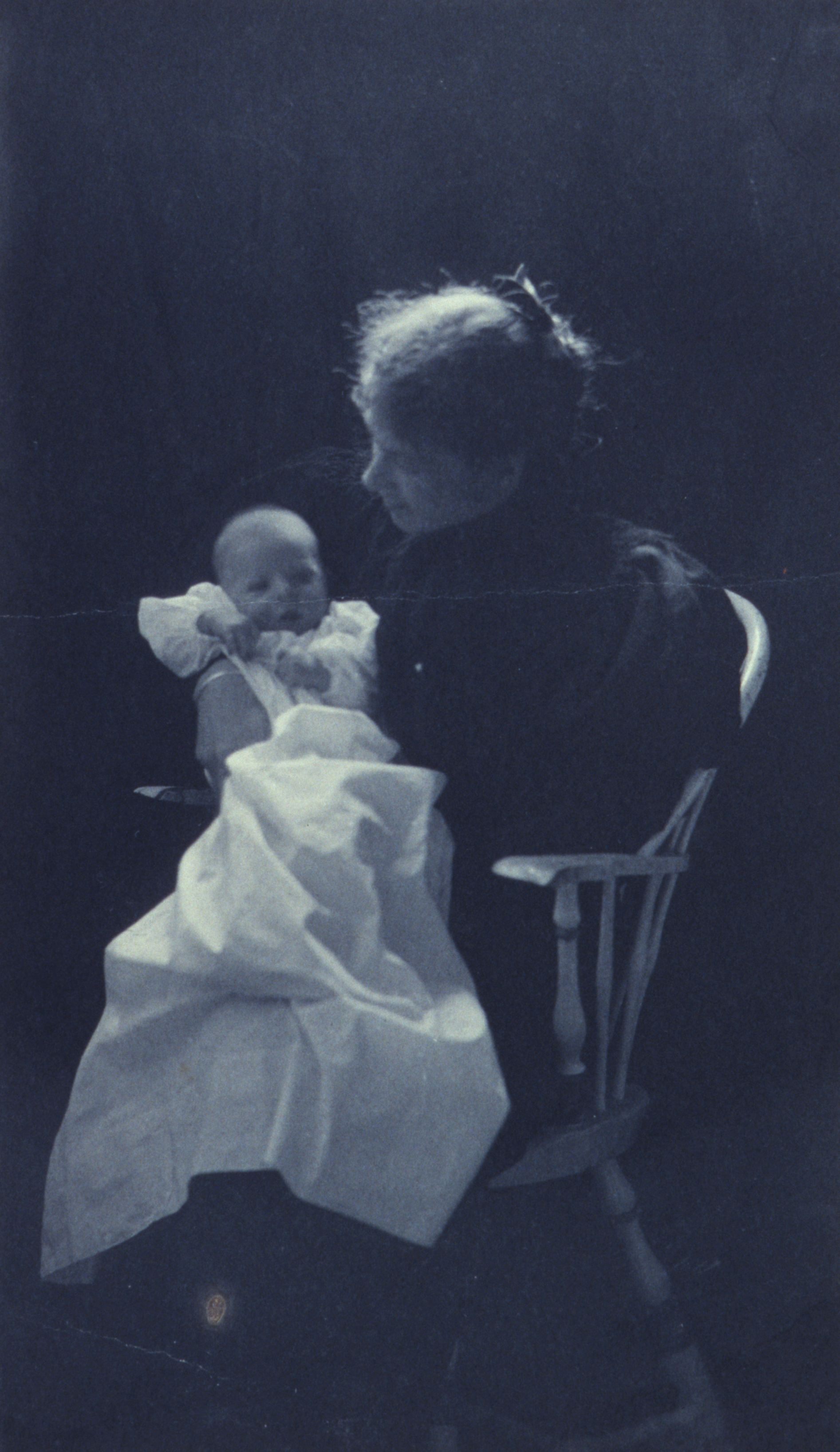
Жінка на стільці тримає дитину (1900)
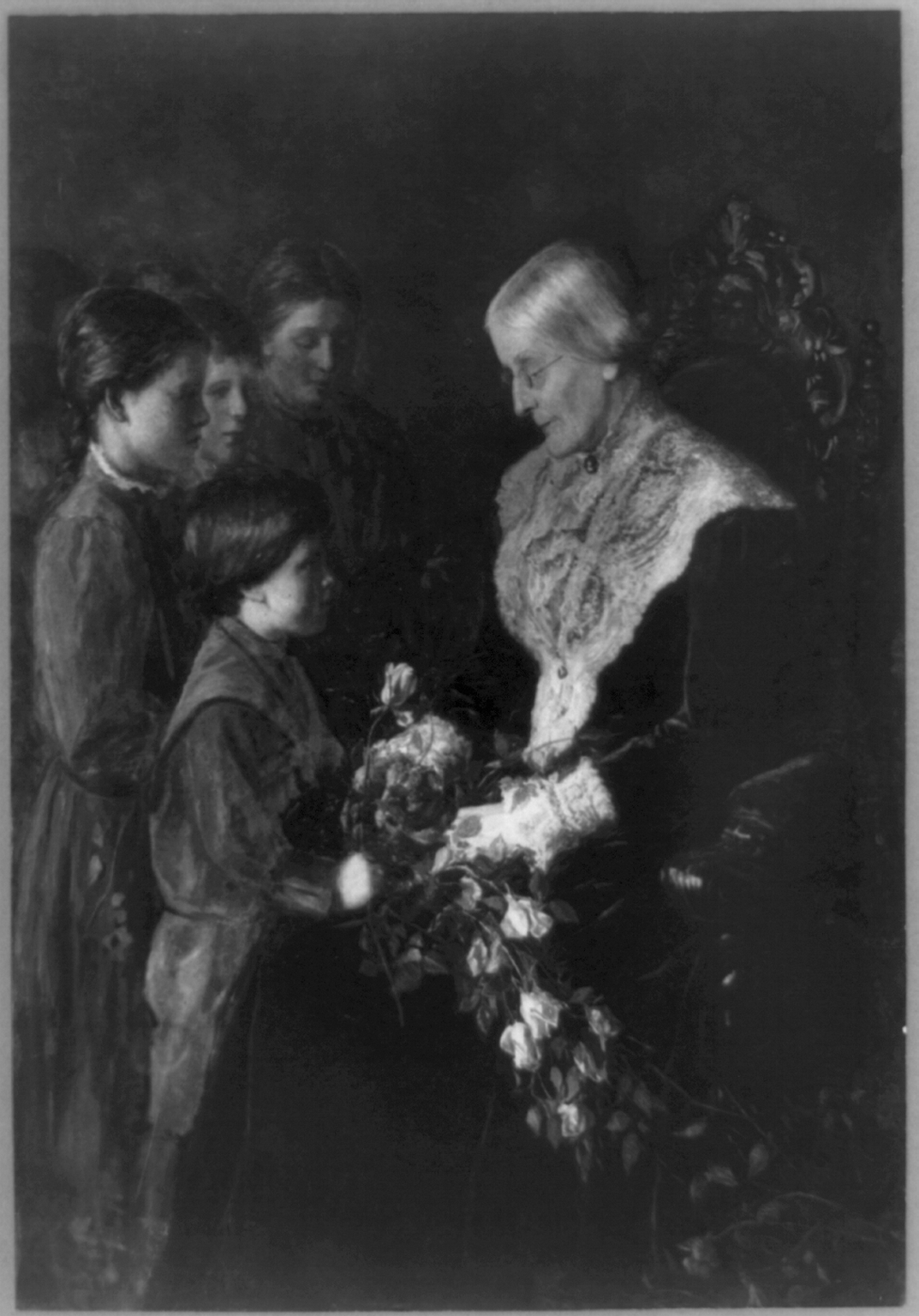
Сьюзен Ентоні, 80-й день народження (1903)
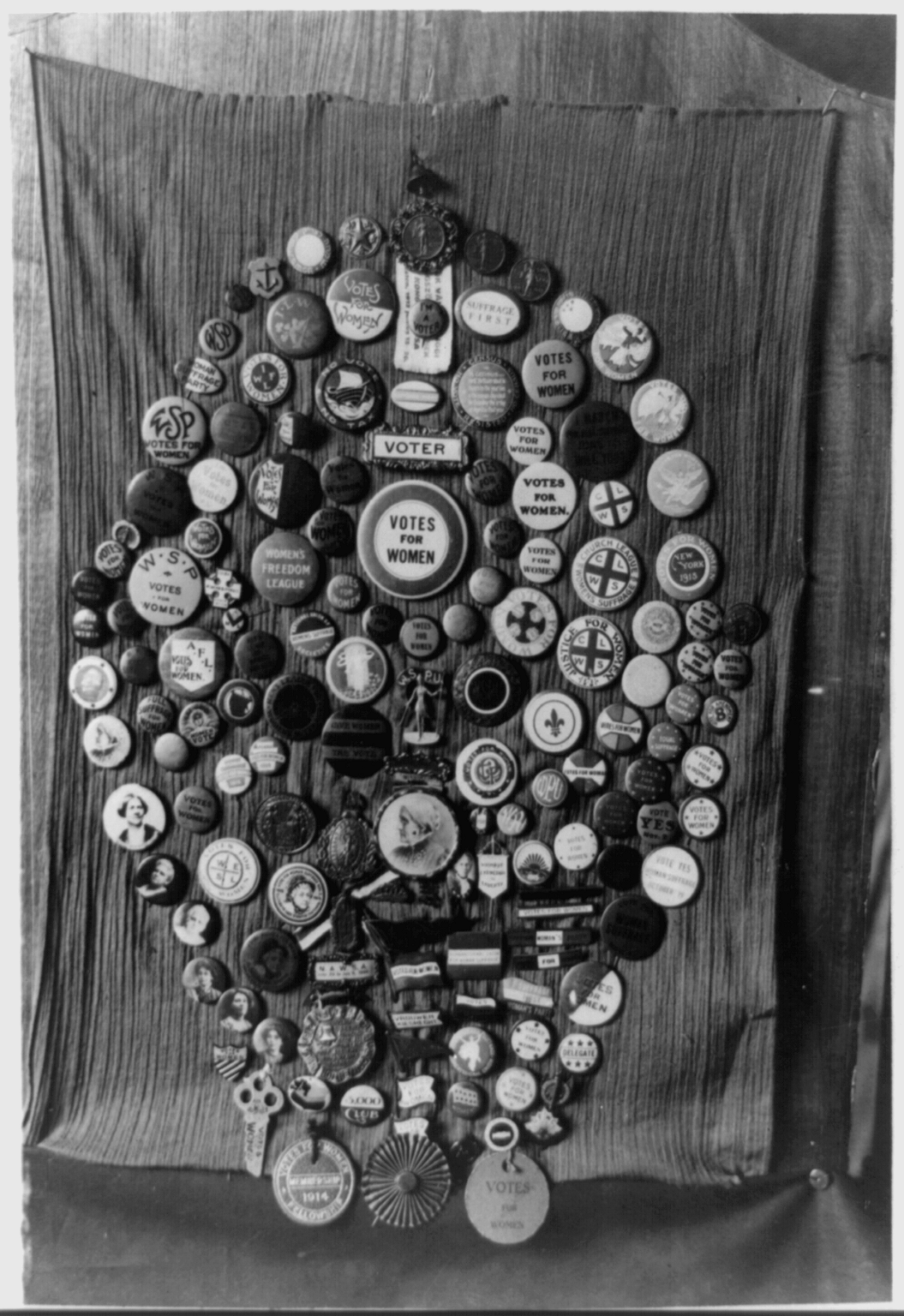
Значки на підтримку права жінок голосувати, авторства пані Еліс Парк (1922)

### Підбірка зОлександра та деяких інших котів(1929)

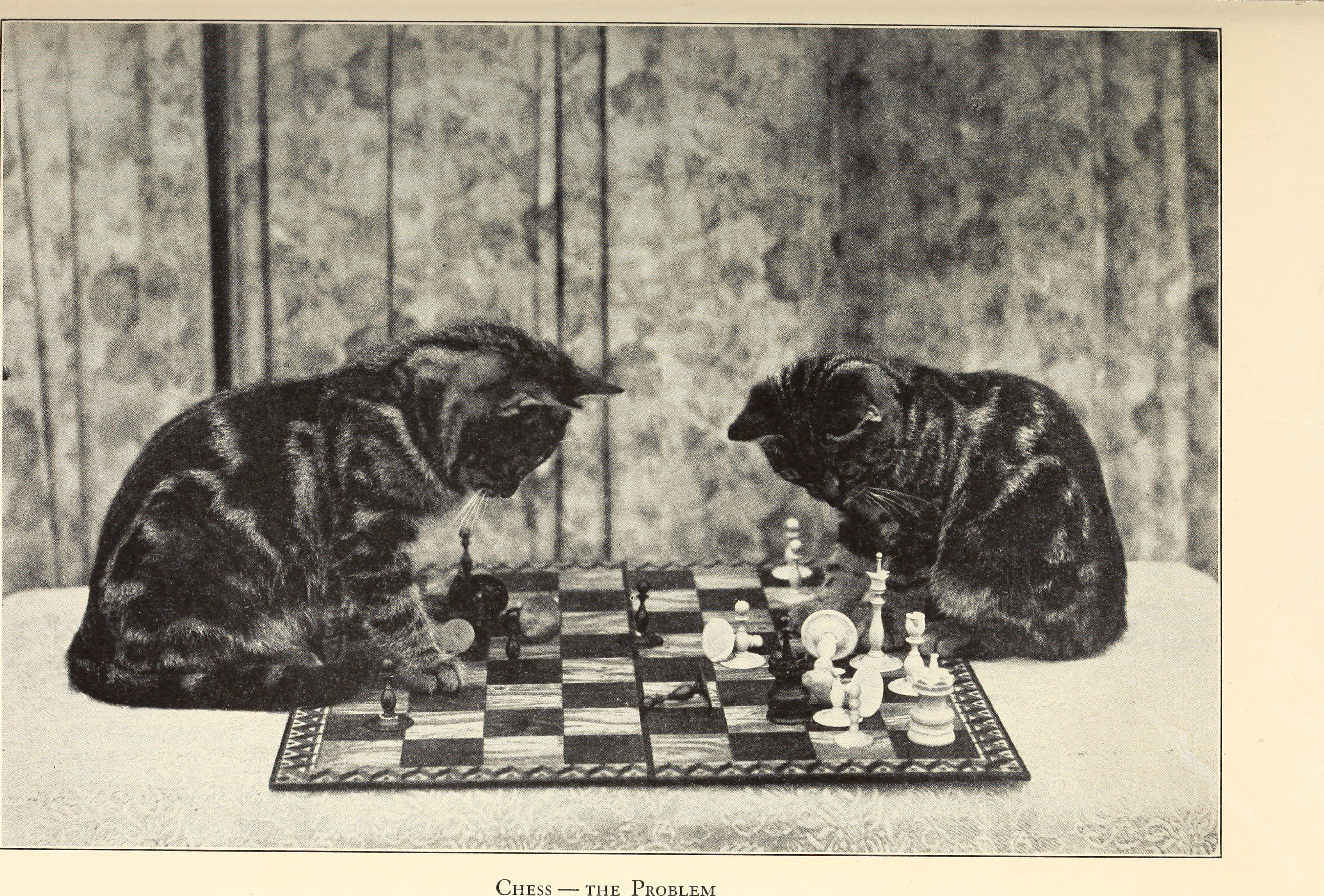
Шахи - дилема
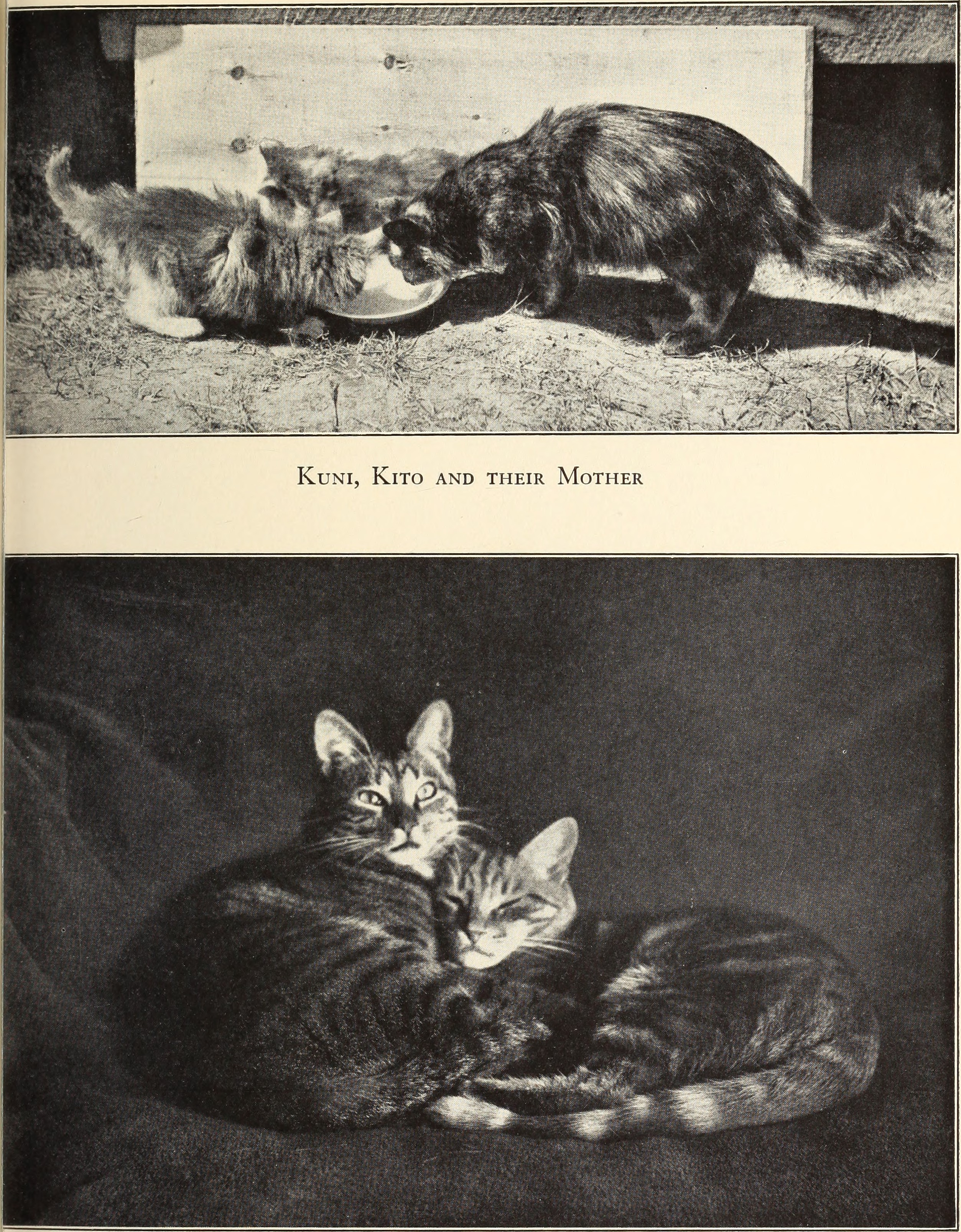
Куні, Кіто та їхня мати
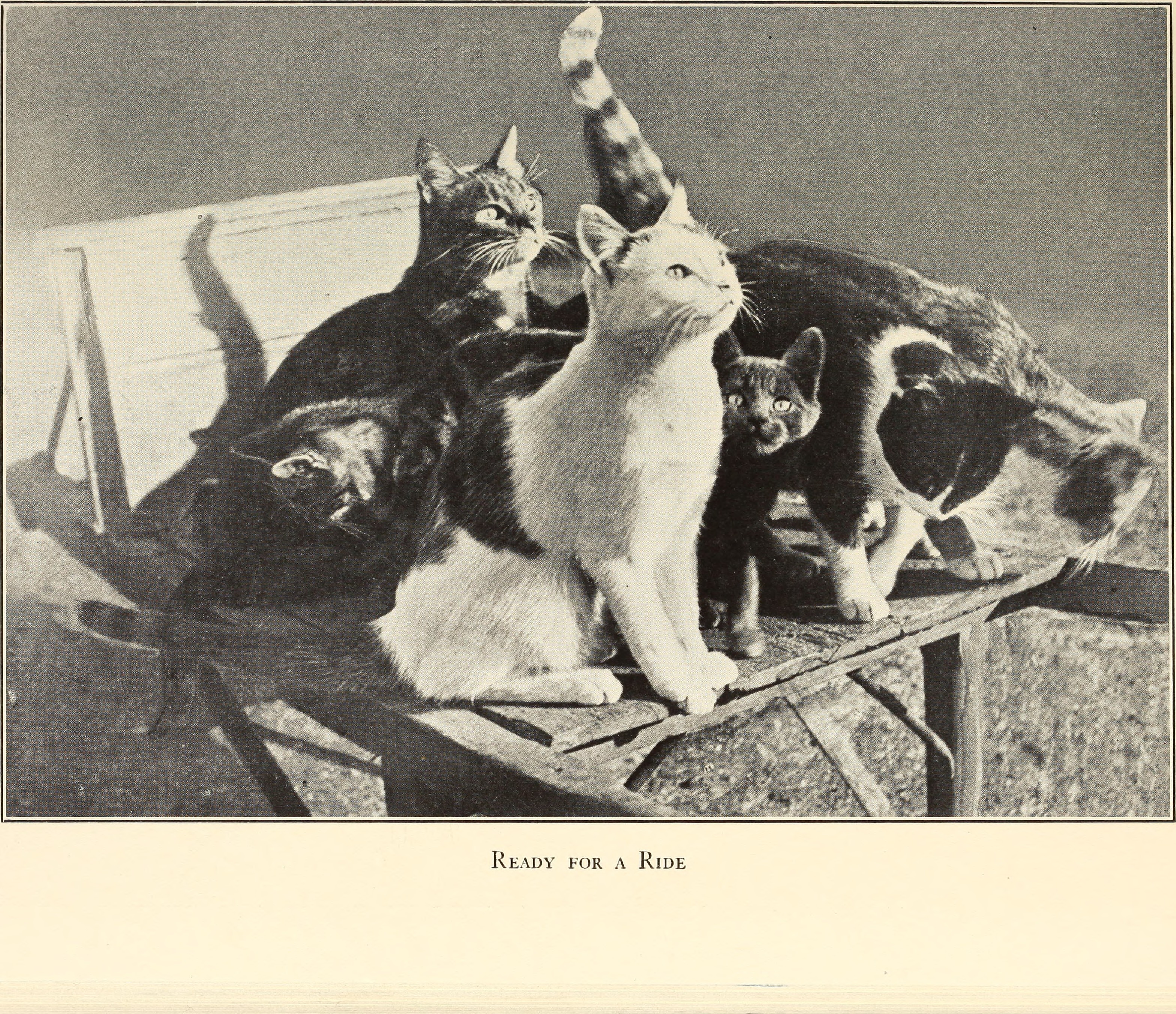
Готові до поїздки
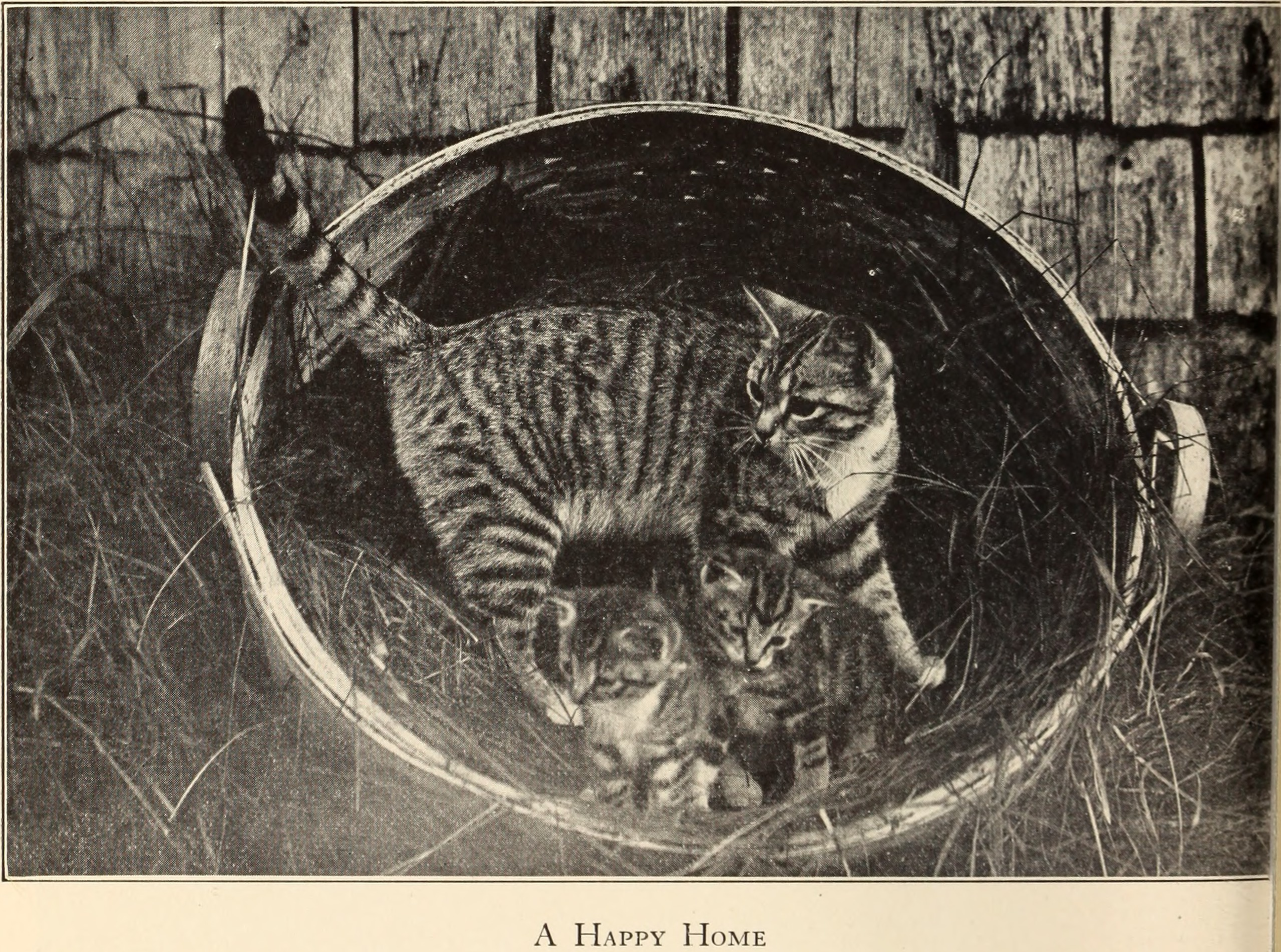
Щасливий дім
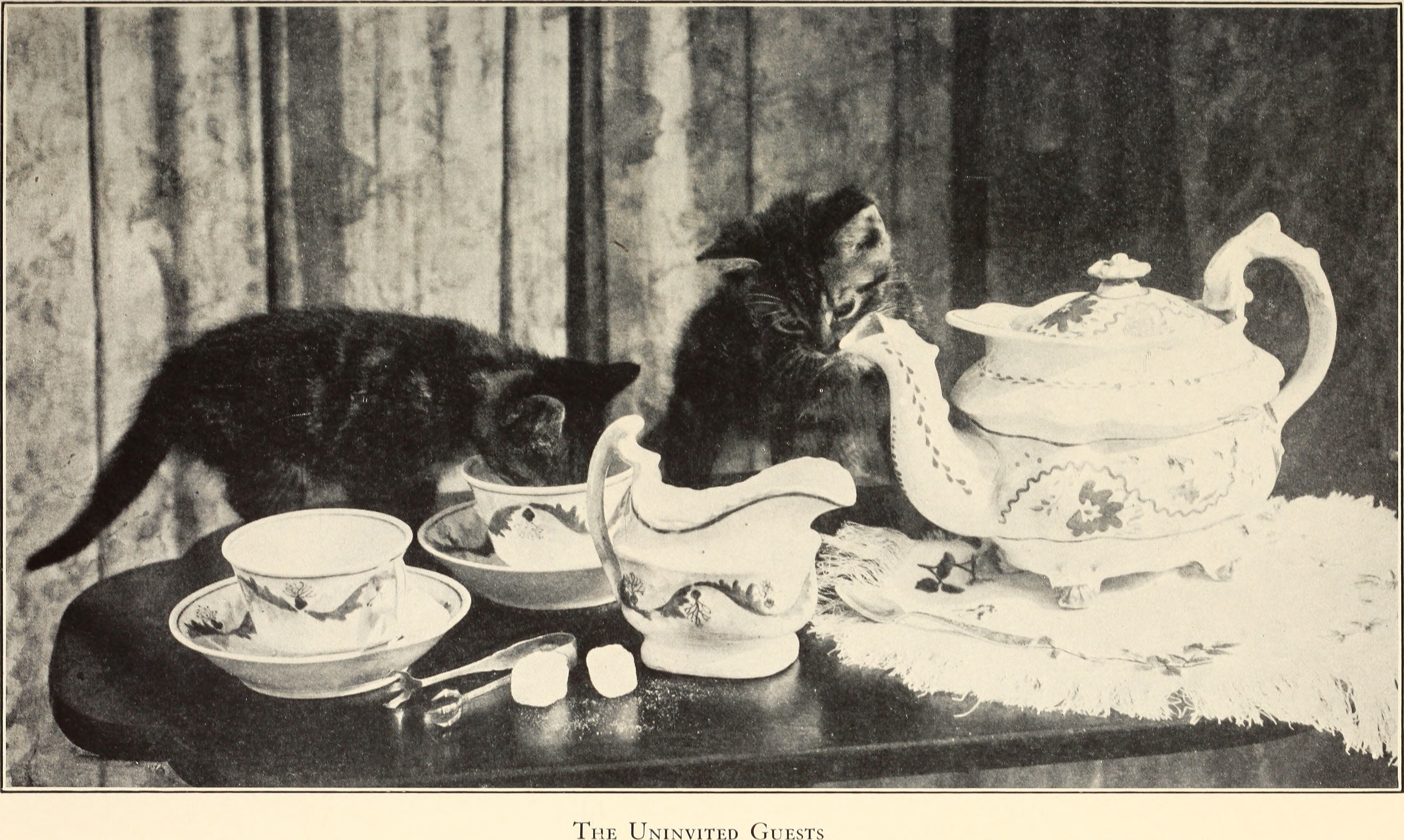
Непрохані гості
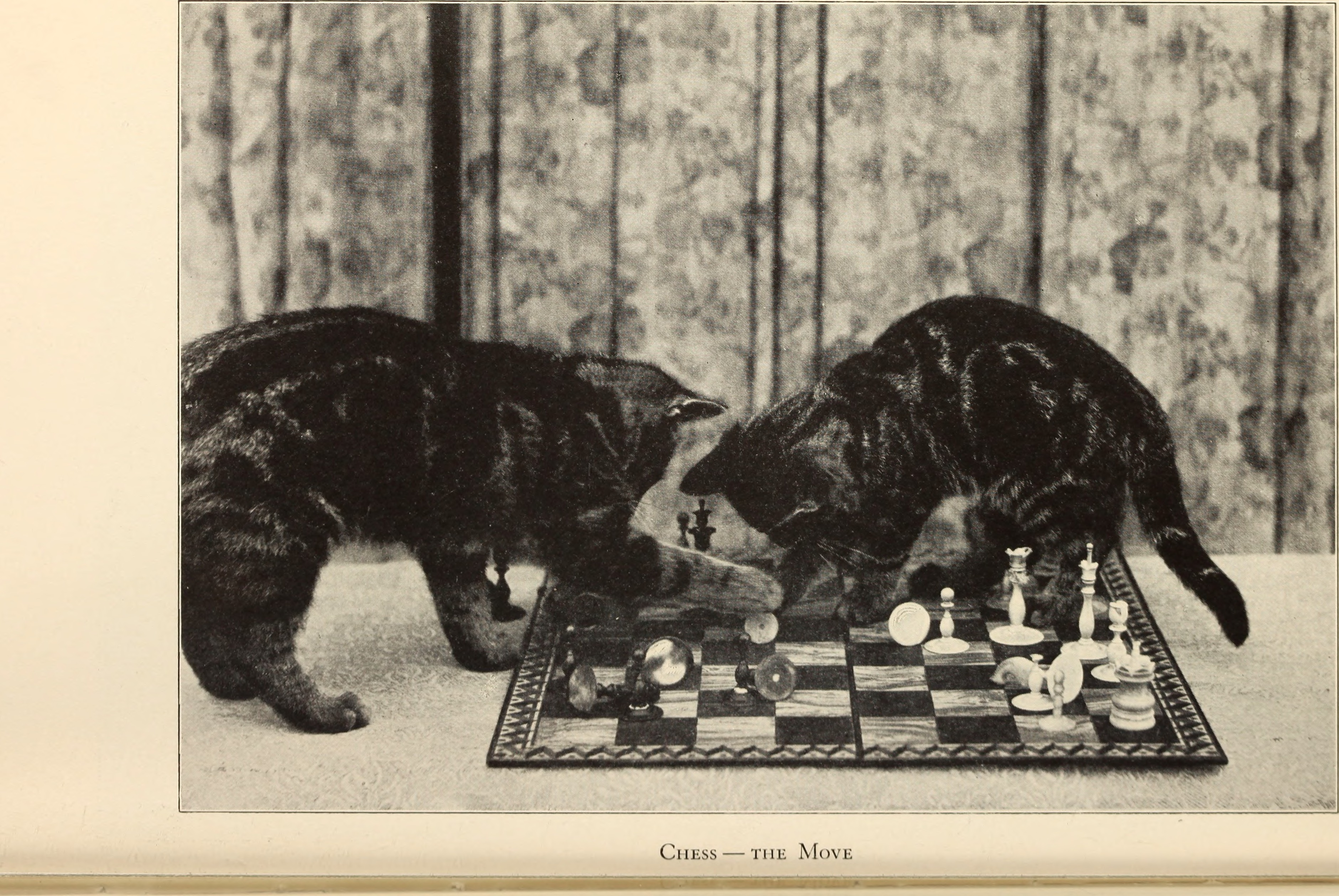
Шахи - хід
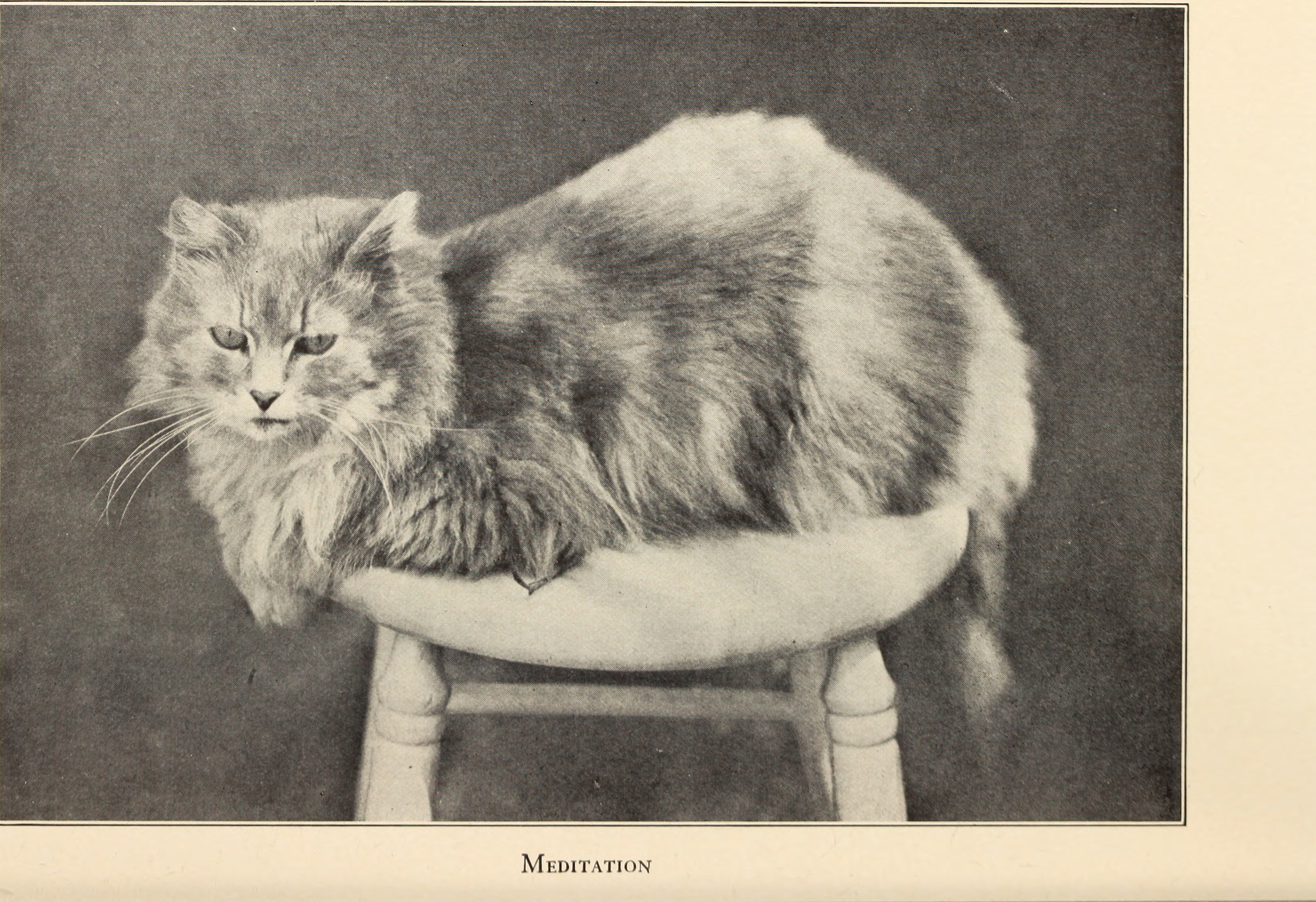
Медитація
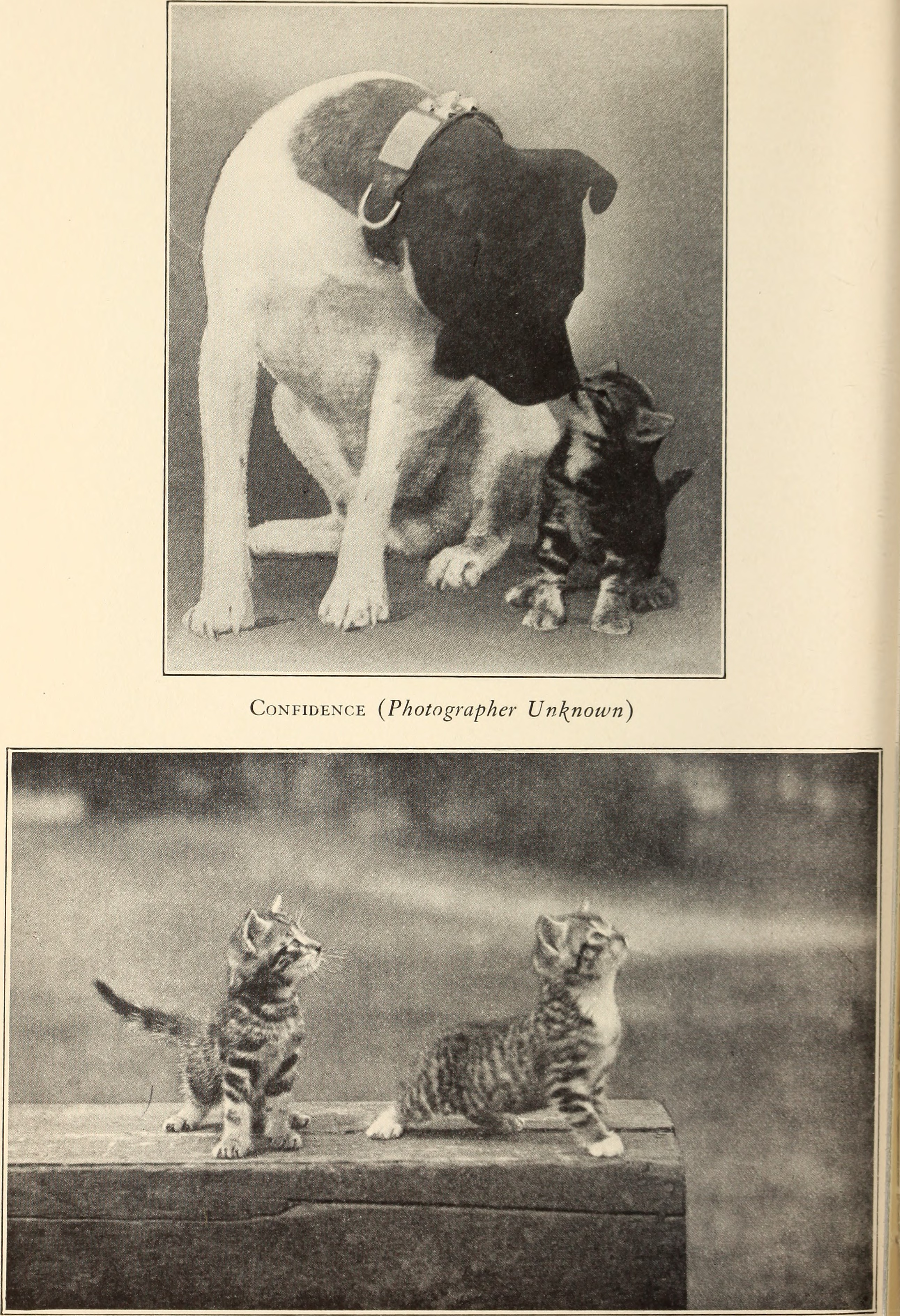
Впевненість
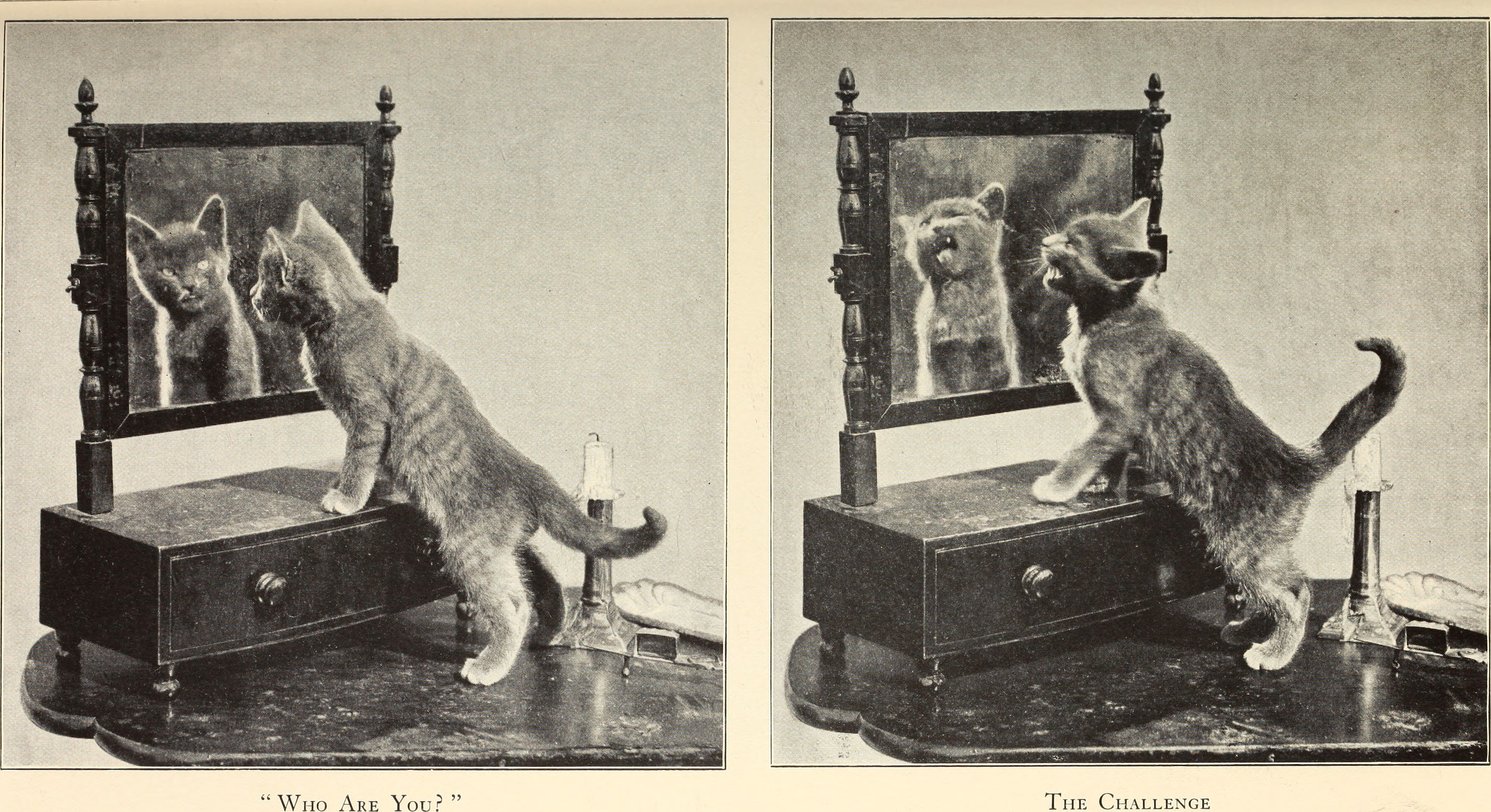
"Хто ти?" / Змагання
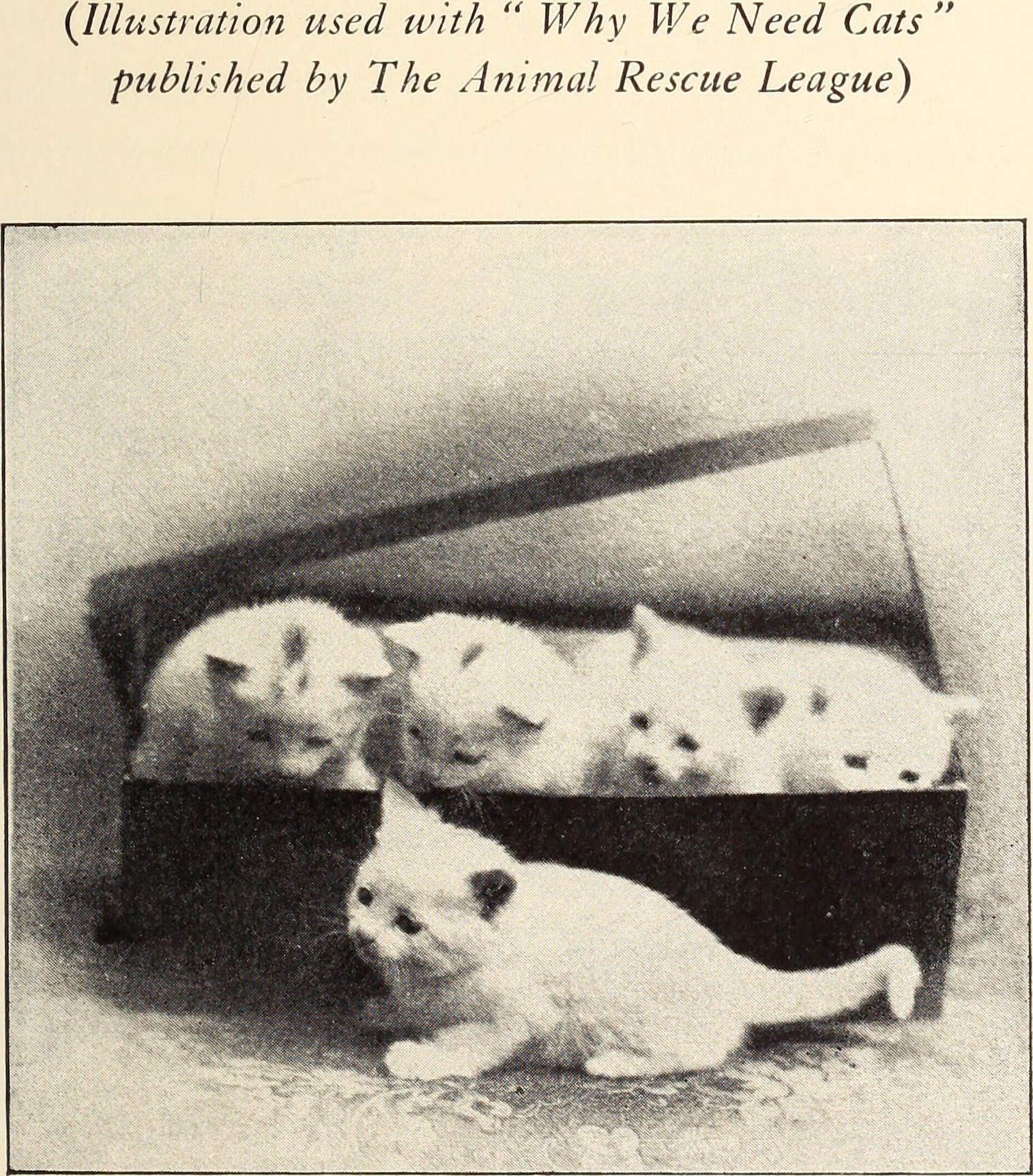
Ілюстрація з "Навіщо нам потрібні коти", опублікованою The Animal Rescue League
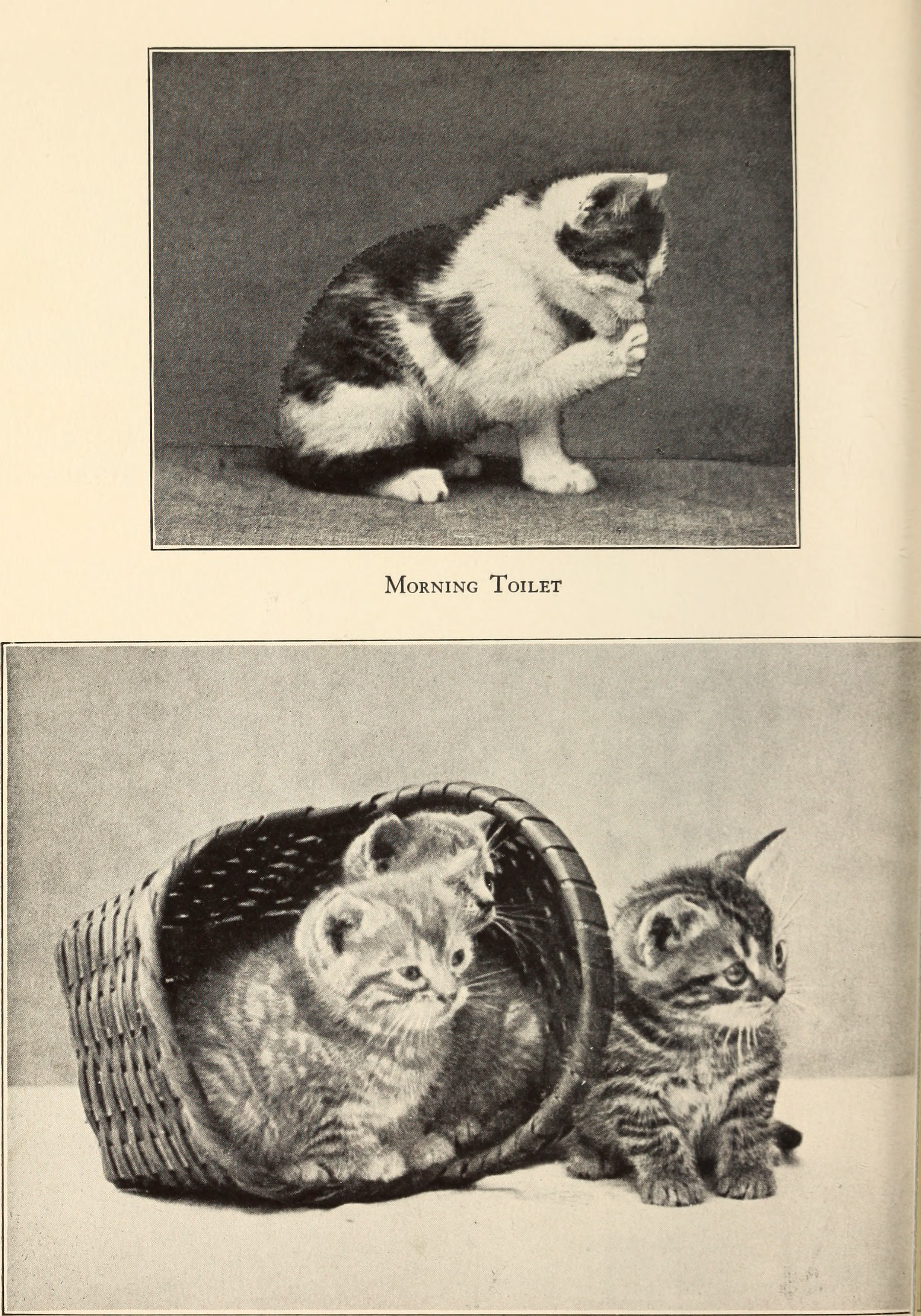
Ранковий туалет
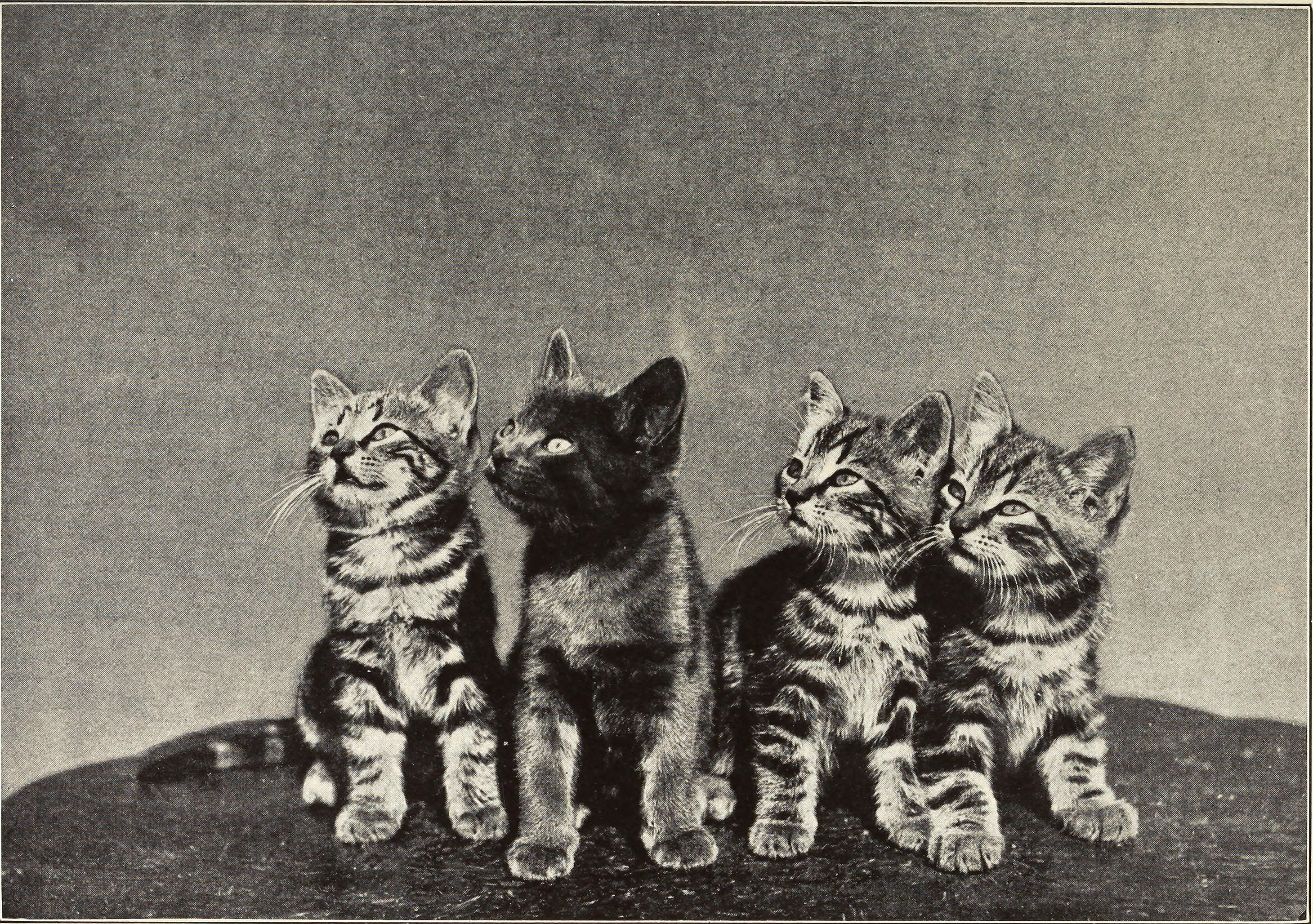
Квартет
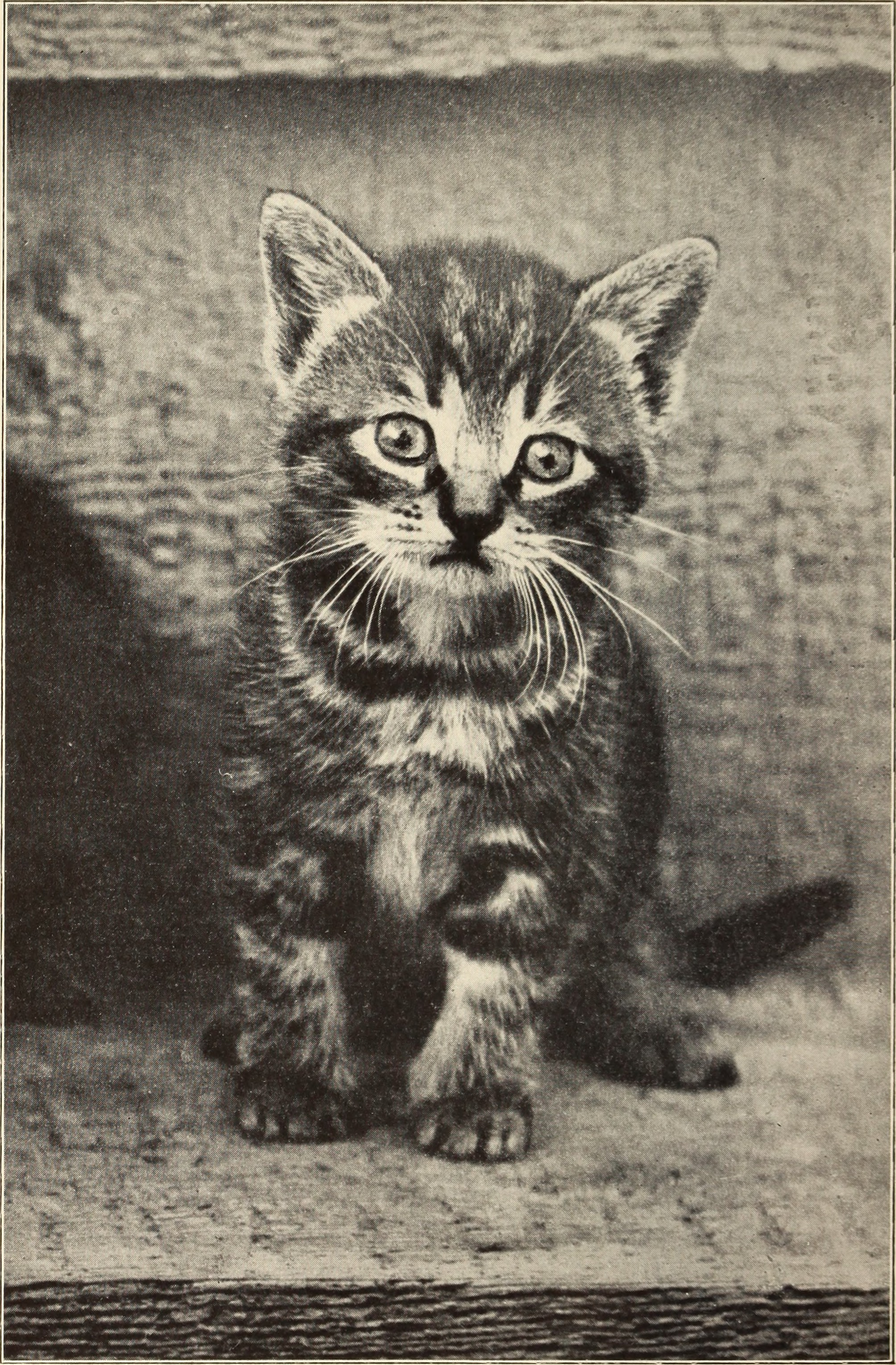
Сюрприз
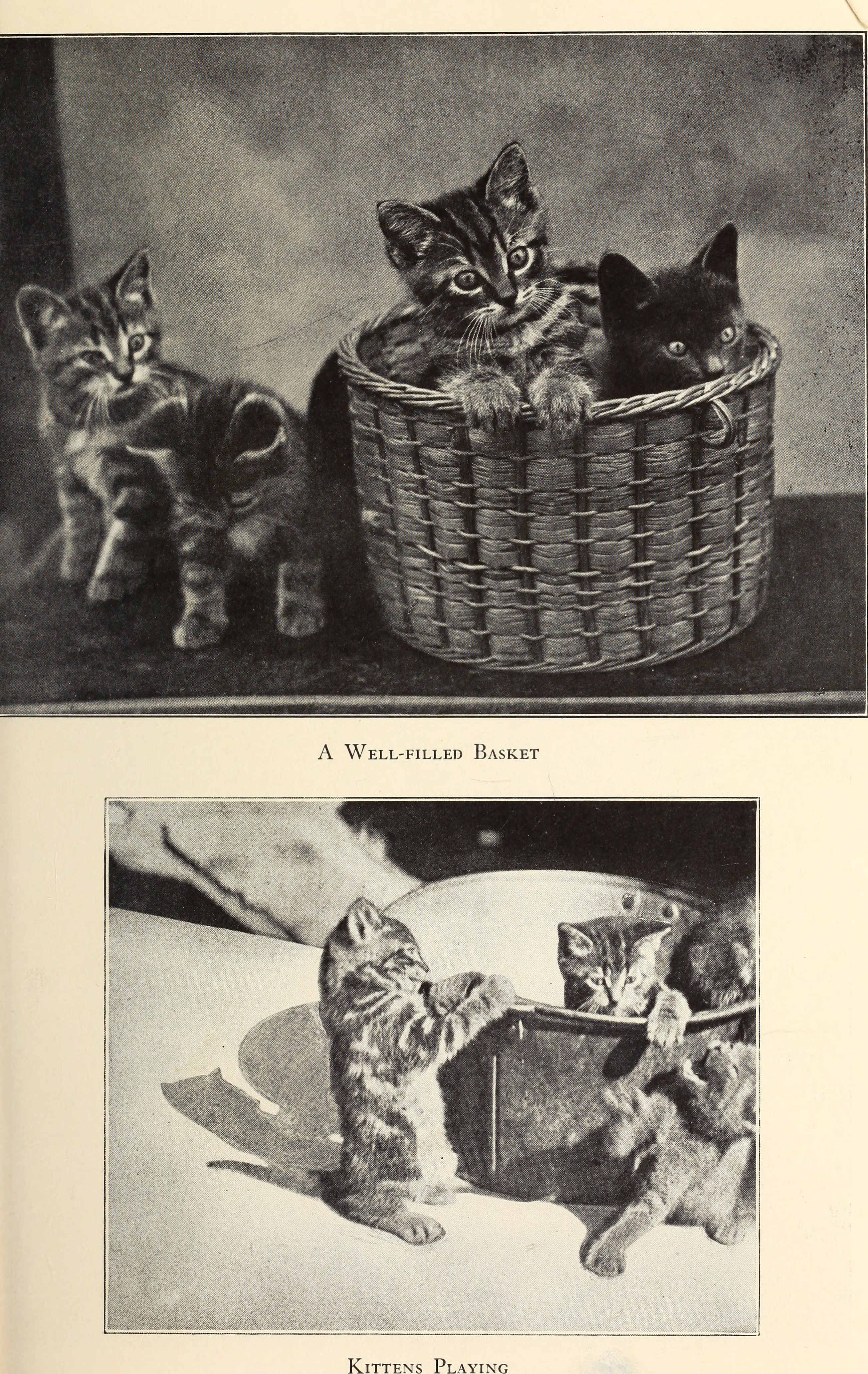
Добре заповнений кошик

## Твори та публікації
- Eddy, Sarah J. (1897). Songs of Happy Life For Schools, Homes, and Bands of Mercy. Providence: Art and Nature Study Pub. Co. OCLC 863660658.
- Eddy, Sarah J. (March 1900). The Robin's Nest. New England Magazine: An Illustrated Monthly. Boston, Mass.: Warren F. Kellogg. New Series, Vol. 22: 161—171. OCLC 41900566. Архів оригіналу за 10 травня 2021. Процитовано 9 березня 2021. Illustrated from photographs by the author
- Eddy, Sarah J. (1900). Friends and Helpers. Boston: Ginn & Co. OCLC 463812695.. Translated in spanish in Amigos y auxiliares del hombre, Boston: Ginn & Company, 1901. Reading on Hathi Trust [Архівовано 10 травня 2021 у Wayback Machine.].
- Eddy, Sarah J. (1929). Alexander and Some Other Cats. Boston: Marshall Jones Co. OCLC 44679562.
- Eddy, Sarah J. (1938). Happy Cats and Their Care. Norwood, Mass: Privately printed by the Plimpton Press. OCLC 39081170.